# Sandalolitha dentata
Sandalolitha dentata là một loài san hô trong họ Fungiidae. Loài này được Quelch mô tả khoa học năm 1884.